# سبات شتوي

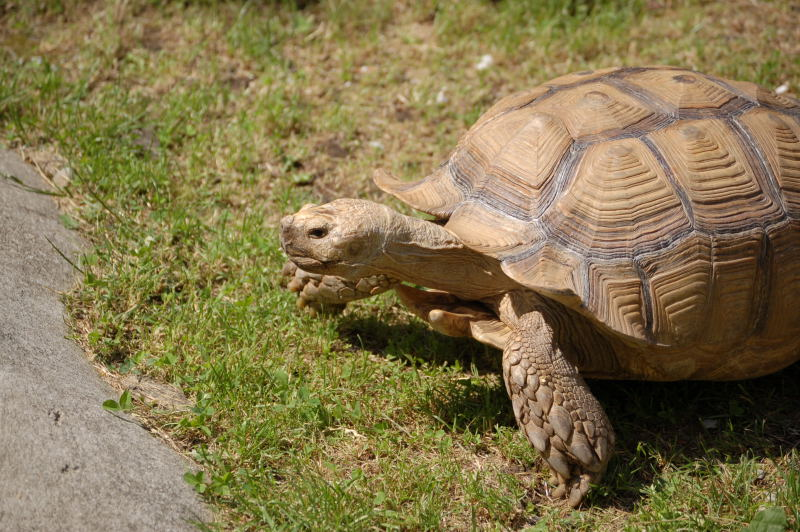
السلحفاة من بين الحيوانات التي تقوم بالسبات الشتوي

سبات الشتاء أو رُقاد الشتاء أو الإسبات أو البَيَات السبات الشتوي (بالإنجليزية: Hibernation)‏‏ وهو نقيض السبات الصيفي عند بعض الكائنات الحية، وهو مصطلح يعبر عن كيفية قضاء فصل الشتاء أو الانتظار حتى مرور هذا الفصل من العام؛ حيث تتميز هذه الفترة بعدة ظروف منها (البرودة الشديدة أو درجات الحرارة التي قد تصل إلى تحت الصفر، الجليد، هطول الثلوج، بالإضافة إلى قلة إمدادات الطعام)، ففي ظل هذه الظروف، تصبح الأنشطة اليومية أو البقاء على قيد الحياة إذا جاز التعبير شيئًا في غاية الصعوبة ويكاد يكون مستحيلاً. لا يتسم الشتاء دائمًا بالبرودة الشديدة؛ فقد يأتي شتاءً جافًا، المرور بمثل هذه الفترات من الشتاء سواء جافًا أو باردًا يُعرف أيضًا بالإشتاء.ض